# Baron Leconfield

Wappen der Barone Leconfield

Baron Leconfield, of Leconfield in the East Riding of the County of York, ist ein erblicher britischer Adelstitel in der Peerage of the United Kingdom.
Familiensitz ist Petworth House in Petworth, West Sussex.

## Verleihung
Der Titel wurde am 14. August 1859 für Colonel George Wyndham geschaffen. Er war der uneheliche älteste Sohn von George Wyndham, 3. Earl of Egremont.
Sein Urenkel Hon. John Wyndham, der Sohn des 5. Barons, wurde am 27. November 1963 auch zum Baron Egremont, of Petworth in the County of Sussex, erhoben. Seit dieser seinen Vater am 17. Oktober 1967 als 6. Baron Leconfield beerbte, sind die beiden Titel vereinigt.
Heutiger Titelinhaber ist seit 1972 dessen Sohn Max Wyndham als 7. Baron Leconfield und 2. Baron Egremont.

## Liste der Barone Leconfield (1859)
- George Wyndham, 1. Baron Leconfield (1787–1869)
- Henry Wyndham, 2. Baron Leconfield (1830–1901)
- Charles Wyndham, 3. Baron Leconfield (1872–1952)
- Hugh Wyndham, 4. Baron Leconfield (1877–1963)
- Edward Wyndham, 5. Baron Leconfield (1883–1967)
- John Wyndham, 6. Baron Leconfield, 1. Baron Egremont (1920–1972)
- Max Wyndham, 7. Baron Leconfield, 2. Baron Egremont (* 1948)

Titelerbe (Heir apparent) wird sein Sohn George Wyndham (* 1983).